# Nom trivial
En química, un nom trivial és un nom comú o nom vernacular; és un nom no sistemàtic o un nom no científic. Això és, que el nom no està reconegut d'acord amb les regles de cap sistema formal (per exemple la nomenclatura IUPAC) de nomenclatura. Un limitat nombre de noms trivials químics es conserven i són encara part de la nomenclatura.
Molts noms trivials encara es fan servir pel fet que els seus equivalents formals es consideren massa dificultosos per a l'ús quotidià. Per exemple l'àcid tàrtric, que és un compost que es troba al vi, té el nom sistemàtic d'àcid 2,3-dihidroxibutandioic.
Els noms trivials sovint sorgeixen del llenguatge comú; en la química poden provenir d'usos històrics en, per exemple l'alquímia. Molts noms trivials són de dates anteriors a les institucions de les convencions formals de nomenclatura. Freqüentment els noms trivials deriven d'algunes propietats notables de les coses, per exemple, la lecitina, el nom comú pel fosfatidilcolina, va ser originàriament aïllada del rovell d'ou. La paraula està encunyada de la paraula en grec pel rovell del'ou.
Generalment els noms trivials no són útils per a descriure les propietats essencials (com l'estructura molecular o les relacions filogenètiques) de les coses a les que sonen el nom i en alguns casos són ambigus o portaran a diferents significats en diferents indústries o en diferents regions geogràfiques.

## Exemples
- Cloroform — Triclorometà
- Etilè — Etè
- Freó — Clorofluorocarboni
- Cafeïna — 1,3,7-trimetil-1H-purina-2,6(3H,7H)-diona
- Colesterol — 10,13-dimetil-17-(6-metilheptà-2-yl)-2,3,4,7,8,9,11,12,14,15,16,17-dodecahidro-1H-ciclopenta[a]fenantren-3-ol
- Sal comuna — clorur de sodi
- Potassa — carbonat de potassi
- Vitriol — àcid sulfúric
- Aigua — Oxidan o òxid d'hidrogen